# Nick Richards
Nicholas "Nick" Richards (Kingston, 29 de noviembre de 1997) es un baloncestista jamaicano que pertenece a la plantilla de los Phoenix Suns de la NBA. Con 2,13 metros de estatura, juega en la posición de pívot.

## Trayectoria deportiva

### Instituto
Nacido y criado en Kingston, Jamaica, Richards compitió en fútbol, voleibol y atletismo antes de ser descubierto por Andre Ricketts, un cazatalentos de baloncesto de la ciudad de Nueva York, en el verano de 2013 durante un campamento de baloncesto en Jamaica. Ricketts lo llevó a los Estados Unidos, donde asistió al St. Mary's High School en Manhasset, Nueva York. Fue transferido a The Patrick School en Hillside, Nueva Jersey en 2014.
Richards jugó en el McDonald's All-American Game de 2017, sumando dos puntos, atrapando dos rebotes y taponando dos tiros a canasta en 14 minutos de juego. Participó también en el Jordan Brand Classic 2017, sumó diez puntos y tres rebotes en 16 minutos de juego. Richards fue elegido además para jugar con el World Select Team en la Nike Hoop Summit 2017. En 19:29 minutos de juego, logró doce puntos y tres rebotes.

### Universidad
Jugó tres temporadas con los Kentucky de la Universidad de Kentucky, en las que promedió 7,3 puntos, 5,0 rebotes y 1,4 tapones por partido. Al término de la temporada 2019-20 fue incluido en el mejor quinteto de la Southeastern Conference y en el mejor quinteto defensivo, tras promediar 14,0 puntos, 7,8 rebotes y 2,1 tapones por encuentro.
El 14 de abril de 2020 se declaró elegible para el Draft de la NBA, renunciando así al año de universidad que le quedaba.

#### Estadísticas
| Año     | Equipo   | PJ  | PT | MPP  | %TC  | %3P | %TL  | RPP | APP | ROB | TPP | PPP  |
| ------- | -------- | --- | -- | ---- | ---- | --- | ---- | --- | --- | --- | --- | ---- |
| 2017–18 | Kentucky | 37  | 37 | 14.7 | .616 | –   | .718 | 4.4 | .2  | .1  | .9  | 5.1  |
| 2018–19 | Kentucky | 37  | 3  | 12.1 | .598 | –   | .690 | 3.3 | .2  | .1  | 1.3 | 3.9  |
| 2019–20 | Kentucky | 31  | 30 | 29.6 | .642 | –   | .752 | 7.8 | .2  | .1  | 2.1 | 14.0 |
| Total   | Total    | 105 | 70 | 18.2 | .627 | –   | .728 | 5.0 | .2  | .1  | 1.4 | 7.3  |

### Profesional
Fue elegido en la cuadragésimo segunda posición del Draft de la NBA de 2020 por los New Orleans Pelicans, pero posteriormente fue traspasado a cambio de una segunda ronda del draft de 2024 a los Charlotte Hornets.
El 15 de enero de 2025 fue traspasado a los Phoenix Suns junto con una futura selección de segunda ronda a cambio de Josh Okogie y tres selecciones de segunda ronda.

## Estadísticas de su carrera en la NBA

### Temporada regular
| Año     | Equipo    | PJ  | PT  | MPP  | %TC  | %3P   | %TL  | RPP | APP | ROB | TPP | PPP |
| ------- | --------- | --- | --- | ---- | ---- | ----- | ---- | --- | --- | --- | --- | --- |
| 2020-21 | Charlotte | 18  | 0   | 3.5  | .444 | .000  | .636 | .6  | .1  | .0  | .0  | .8  |
| 2021-22 | Charlotte | 50  | 5   | 7.3  | .667 | —     | .698 | 1.7 | .3  | .2  | .4  | 3.0 |
| 2022-23 | Charlotte | 65  | 9   | 18.7 | .629 | 1.000 | .749 | 6.4 | .6  | .2  | 1.1 | 8.2 |
| 2023-24 | Charlotte | 67  | 51  | 26.2 | .691 | .000  | .737 | 8.0 | .8  | .4  | 1.1 | 9.7 |
| 2024-25 | Charlotte | 21  | 9   | 21.0 | .561 | .000  | .678 | 7.5 | 1.3 | .3  | 1.2 | 8.9 |
| 2024-25 | Phoenix   | 36  | 34  | 22.7 | .605 | .000  | .822 | 8.6 | .6  | .2  | .8  | 9.5 |
| Total   | Total     | 257 | 108 | 18.1 | .640 | .200  | .738 | 5.9 | .6  | .2  | .9  | 7.3 |